# Katarzyna Jarkowska
Katarzyna Jarkowska (ur. 29 lipca 1980) – polska koszykarka, reprezentująca klub AZS Poznań. 
Jedna z czołowych koszykarek Unii Swarzędz, gra na pozycji skrzydłowej. Jest starszą siostrą reprezentantki Polski w koszykówce Joanny Walich.

## Przebieg kariery
- 1998–2005 – Unia Swarzędz
- 1998–1999 – VBW Clima Gdynia
- 2006–2009 – AZS Poznań